# Вайсія дрібнодзьоба
{{#ifeq:0|0|{{#if:Weissia rostellata|{{#if:|[[]}}|[[]]}}}}
Вайсія дрібнодзьоба (Weissia rostellata) — вид мохів порядку потіальних (Pottiales).

## Поширення
Батьківщиною є Європа, Північна Америка.